# Distenia granulipes
Distenia granulipes là một loài bọ cánh cứng trong họ Cerambycidae.